# Вестерманн, Франсуа-Жозеф
Франсуа-Жозеф Вестерманн (фр. François-Joseph Westermann; 5 сентября 1751 — 5 апреля 1794) — политический деятель времен Французской революции, бригадный генерал; участвовал в восстании 10 августа 1792 года, а затем в войне против вандейских мятежников, одержал над ними ряд крупных побед.
Родился в Мольсхайме (Эльзас, сегодня департамент Нижний Рейн), в раннем возрасте поступил в кавалерийский полк, но вскоре оставил службу и отправился в Париж. Он был ярым сторонником революции и в 1790 году стал главой муниципалитета Агно. После непродолжительного заключения по обвинению в подстрекательстве к беспорядкам в Агно он вернулся в Париж, где познакомился с Жоржем Дантоном и сыграл важную роль в штурме Тюильри 10 августа 1792 года.
Будучи полковником Северной армии, принимал участие в боевых действиях в Нидерландах. Был арестован после бегства Шарля Франсуа Дюмурье как его сообщник и обвинен Жан-Полем Маратом в Национальном конвенте. Доказал свою невиновность и был отправлен в звании бригадного генерала для подавления восстания в Вандее. Стал командиром Германского легиона, подразделения из бывших наемников, дезертиров и авантюристов, в основном немецкого происхождения. 
Потерпев поражение в сражении за Шатийон, он разгромил вандейцев при Бопре, Лавале, Гранвиле и Боже, а в декабре 1793 уничтожил их армию при Ле-Мане и Савене. Отправил в Комитет общественного спасения ставший известным рапорт: «Вандеи больше нет, граждане республиканцы. Она умерла от нашего свободного меча... Я истребил их всех...».
Отозван в Париж, где позже был арестован как дантонист и казнен по приговору Революционного трибунала 5 апреля 1794 года.
У него была репутация смелого, но тактически неумелого командира. Его временный начальник в Вандее генерал Тюрро вспоминал: «Революция не знала такого шарлатана, у которого было бы так мало таланта и так много неосторожности, как у Вестермана».